# NGC 5407
NGC 5407 is een elliptisch sterrenstelsel in het sterrenbeeld Jachthonden. Het hemelobject werd op 16 mei 1787 ontdekt door de Duits-Britse astronoom William Herschel.

## Synoniemen
- UGC 8930
- MCG 7-29-33
- ZWG 219.40
- NPM1G +39.0338
- PGC 49890